# Teatre del Centre Moral i Instructiu de Gràcia
El Teatre del Centre Moral i Instructiu de Gràcia, conegut també com a Teatre El Centre, és una sala d'espectacles ubicada a la seu del Centre Moral i Instructiu de Gràcia, al carrer de Ros de Olano, 9 de la Vila de Gràcia (Barcelona). La secció teatral d'aquesta entitat funciona des de 1884.

## Descripció
El teatre forma part de la seu del Centre, projectada el 1904 per l'arquitecte Francesc Berenguer i Mestres, encara que el projecte està signat per Miquel Pascual i Tintorer), que era soci i vicepresident del Centre. El 1912 va incendiar-se la sala d'actes, construint-se llavors l'actual teatre, obra del mateix Berenguer, inaugurat el 1913.
L'estructura és d'obra vista i maó ceràmic. La sala és un petit teatre amb platea i dos pisos de ferradura, coberta per un sostre sostingut per arcs parabòlics de maó i cobertes de revoltons, típics de l'arquitecte, amb una forta influència de Gaudí.

## Història

### Antecedents
El nou edifici de l'entitat, a l'actual ubicació (llavors anomenada carrer de les Gràcies), comptava amb una sala d'actes. Fins al moment, aquesta sala havia estat de la Societat Numància, dedicada al ball. Amb motiu d'algunes festivitats religioses (la Puríssima, patrona de la societat, la Candelera, aniversari de la seva fundació o Sant Pere), van començar a tenir lloc el que se'n deien "Vetllades Literàries Musicals", molt de moda en el segle passat i en les que participaven les famílies dels socis del Centre.
Un grup de joves van demanar permís per a celebrar algunes sessions recreatives i van fer algunes representacions de gegants, de números esparsos de sarsueles, alternades amb cançons i poesies. D'aquí es passà a les comèdies, i es va muntar a la sala un escenari.
La primera comèdia representada al Centre va ser l'any 1884 (14 de novembre) amb una obra de Frederic Soler "Pitarra": Cura de moro.
Amb el temps, el grup de teatre va demanar d'ampliar la capacitat de l'escenari i la Junta Directiva no va ser-hi d'acord: molts dels membres actors van traslladar-se al Cercle Tradicionalista de Gràcia (actual Cercle Catòlic de Gràcia).
Finalment es va arribar a un acord i la Junta va autoritzar el muntatge de l'escenari amb l'única condició que en cas de necessitat per altres actes a realitzar, es pogués desmuntar, quedant l'estrada completament lliure.
L'any 1905 es va poder instal·lar la il·luminació elèctrica, essent el Centre la primera societat a Gràcia on es va col·locar, realitzant la seva inauguració per Nadal, amb motiu de la representació més popular, Els Pastorets.
Es va crear l'anomenada "Secció Recreativa" del Centre per tal d'organitzar les activitats cada cop més nombroses del grup de teatre. Perquè el seu funcionament respongués a les finalitats de la societat, es va disposar que els beneficis de les funcions fossin destinats al manteniment de les escoles gratuïtes del Centre.

### Nou teatre
El 1912, un incendi va destruir el teatre del Centre. Mentre es procedia a la construcció de la nova sala, els components de la secció de teatre van fer algunes representacions en altres locals. Quan es van reprendre les funcions, començar una època brillant que només es va aturar durant la Guerra Civil espanyola, quan el local del Centre va ser confiscat. El teatre que es feia era familiar amb una relació molt forta entre els actors i el públic.
Com a altres entitats catòliques de llavors, els actors que actuaven eren només del sexe masculí, encara que es va tolerar l'actuació d'una dona a cada funció.
Cap als anys vint, segurament per alguna queixa al bisbat, aquella tolerància va quedar anul·lada ocasionant un descontentament al grup, provocant quasi la seva dissolució: la major part de components se'n van anar a fer comèdia a l'Ateneu de Sant Gervasi. Van retornar, però, al cap de poc i sense cap dona es van reprendre les representacions. Les obres s'arreglaven i els personatges femenins eren substituïs per altres de masculins: la noia esdevenia un germà, la mare o l'àvia, l'avi i així tots. Quan els components de la secció tenien ganes de fer comèdia de debò, ho feien particularment, arrendant un teatre de Gràcia (per exemple Casats, Violeta, Cooperativa) i llogant a les dames que sortien a les funcions.
Es feia teatre tots els festius; després, es va començar a fer cada quinze dies, alternant amb sessions de cinema en la dècada dels anys vint.
El quadre escènic estava format per uns quinze o vint components. Quan es necessitava més gent, sempre es trobaven voluntaris entre els socis, les escoles o l'Orfeó Montserrat.
Es representaven drames, comèdies, sarsueles i sainets, en català i castellà, d'autors populars: Soler, Ignasi Iglésias, Santiago Rusiñol, etc. El 1932 s'hi va estrenar una revista: El Din Don dirigida per Màrius Augé.

### Consolidació: 1940-1965
En acabar la Guerra Civil, la Secció de Teatre va seguir les seves representacions (amb homes sols com era costum). L'any 1946 es va crear l'Agrupació Artística Medea. Els socis Jaume Derch i Esteve Polls en figuraven com a titulars, i el Centre va donar la concessió del teatre a aquesta agrupació. Així, ja no era el Centre qui feia teatre mixt i d'aquesta manera es va resoldre el problema, iniciant-se un període de teatre de qualitat. Aquest sistema va ser copiat aviat per altres entitats.
Es va formant un nucli d'actors i actrius que durant molts anys no va canviar i els cognoms es repetien amb molta freqüència: hi actuaven pares, fills, germans... com en el cas del Blanch, López, Gras, Viltró, etc. Tot i ser afeccionats, la qualitat d'alguns era alta, i actuaven també en altres locals similars.
Es comptava amb un públic addicte. Les obres representades eren variades, essent-ne els autors més habituals: Pedro Muñoz Seca, Carlos Arniches i els germans Serafín i Joaquín Álvarez Quintero.
Van tenir lloc les primeres actuacions per diversos pobles catalans i la participació en concursos que van donar a conèixer el quadre escènic del Centre i va fomentar el contacte amb altres grups de teatre.
La primera obra de l'Agrupació Medea va ser La dida, de Frederic Soler, encara que la veritable inauguració va tenir lloc el 1948, en acabar les reformes de la sala d'actes. En aquesta ocasió es va representar El colmenero divino de Tirso de Molina, i al cap d'un temps, es va fer El divino impaciente i La santa virreina de José María Pemán.
L'any 1950 va tenir ressò El sueño de una noche de verano de Shakespeare, dirigida i presentada per Esteve Polls, que ja destacava també entre professionals. El seu èxit va provocar la repetició d'aquesta obra en el teatre de l'Orfeó Gracienc.
També va actuar al teatre l'actor Enric Borràs.
Posteriorment, es va incorporar com a director professional, Faust Baratta. L'activitat era molt intensa i el públic nombrós, ja la mitjana d'assistència a cada actuació era d'unes 300 persones.

### 1965-1984
Els mitjans de comunicació, el cinema, etc., fan que el públic es torni més selectiu. El públic s'amplia amb espectadors sense vinculació al centre, però el nombre d'actors va minvar. El repertori d'aquests anys es va ampliar: a més de les apostes segures, com Josep Maria de Sagarra o Santiago Rusiñol, van fer-se comèdies d'autors com Alfonso Paso, molt popular en aquell temps, i es van incrementar els autors estrangers, a banda dels clàssics. Va fer-se un cicle de teatre modern, encara que no va tenir l'èxit de públic esperat.
Amb la incorporació al quadre escènic de la cantant Pepita Graells, i la col·laboració de l'Esbart Lluís Millet, es va promoure la realització de moltes representacions de sarsueles, que van deixar de fer-se a causa de les grans despeses dels muntatges.
El Centre ha promogut la realització i participació en concursos de grups de teatre d'afeccionats. Molts han estat els premis aconseguits pel quadre escènic del Centre que, a part de la gratificació professional, ha reportat una sèrie de beneficis econòmics sempre importants i necessaris per al bon funcionament del teatre.
Després es va aprovar el canvi de nom de la Secció de Declamació pel de Grup de Teatre del Centre en la temporada 1981-1982.

### Del primer centenari ençà
L'any 1984 va tenir lloc la celebració del centenari del grup de teatre, amb la posada en escena de La cura de moro", obra amb la qual el grup havia iniciat la seva activitat cent anys enrere. Amb motiu del centenari es representaren obres com L'Àngel de la guarda, La casa de los siete balcones o la sarsuela Luisa Fernanda.
Feia uns anys que el grup havia ampliat el seu repertori amb obres d'autors com Federico García Lorca, Antonio Gala, Neil Simon, Arthur Miller, Santiago Moncada, etc., a més de clàssics com Carlo Goldoni o Jean Racine.
El grup de teatre és un dels més premiats de Catalunya i és considerat un dels millors grups de teatre amateur. Actualment, la temporada de teatre inclou una obra cada mes, amb tres representacions de cadascuna, i diferents sortides a altres escenaris.